# Communauté de communes de Seille et Grand Couronné
La communauté de communes Seille et Grand Couronné (SGC) est une communauté de communes française, située dans le département de Meurthe-et-Moselle dans la région Grand Est.

## Historique
Dans le cadre des dispositions du Schéma départemental de coopération intercommunale (SDCI) adopté le 21 mars 2016 mettant en œuvre les dispositions de la loi portant nouvelle organisation territoriale de la République (loi NOTRe), qui prescrit que les communautés de communes doivent regrouper au moins 15 000 habitants,, et après consultation des conseils municipaux et communautaires concernés, les petites communauté de communes de Seille et Mauchère et communauté de communes du Grand Couronné fusionnent le 1er janvier 2017, créant la communauté de Seille et Mauchère Grand Couronné (CCSMGC) à laquelle sont intégrées les trois communes demeurées isolées de Bratte, Moivrons et Villers-lès-Moivrons.
Cette fusion est constatée par un arrêté préfectoral du 24 octobre 2016 complété par l’arrêté préfectoral du 9 décembre 2016, qui ont pris effet le 1er janvier 2017, est mise en œuvre malgré l'opposition de certaines communes et avec certaines difficultés.

## Toponymie
Une démarche participative, élaborée par le service communication de la CCSMGC et approuvé par les élus, a été initiée au printemps afin de doter l'intercommunalité d’un nouveau nom. parmi quatre propositions soumises au vote des citoyens, élus du territoire et agents de la CSMGC, le conseil communautaire du 5 juillet 2017 retient la dénomination de « communauté de communes Seille et Grand Couronné »,.
Le nom ainsi choisi rappelle deux éléments majeurs du territoire communautaire :
- La Seille, rivière qui a creusé la vallée qui structure le territoire, utilisé en son temps pour rallier Metz et matérialisant une frontière douce et naturelle avec le département de la Moselle ;
- le Grand Couronné est une série de collines ou buttes-témoins bordée par le sillon mosellan à l'ouest, au nord de Nancy. D'une longueur d'environ huit kilomètres pour 3 kilomètres de largeur, il culmine à 410 m d'altitude. Ses buttes ont été le lieu de combats de la Première Guerre mondiale.

## Territoire communautaire

### Description
L'intercommunalité a un caractère rural, marqué par l’exploitation industrielle des ressources de la terre : le sel pour le Grand Couronné, l’argile des tuileries de Jeandelaincourt pour la Seille, marqué par la périurbanisation induite par la proximité des métropoles de Nancy et de Metz, les pôles d'emploi de Lunéville, de Pompey et de Pont à Mousson,
En 2019, selon le projet de territoire, on pouvait résumer les grandes caractéristiques de l'intercommunalité par quelques nombres : 42 communes, 18 543 habitants, 345 km2, 270 associations et 2 781 emplois procurés par 660 entreprises, dont 197 exploitations agricoles, 165 entreprises du secteur de la construction, 54 entreprises de services aux professionnels, 54 professionnels de santé, 41 commerces, cafés et restaurants et 20 entreprises de plus de 10 salariés.
Selon les données du recensement général de la population de 2015, elle comptait 7 287 ménages, une densité de 54 habitants/km2 et 92 % de résidences principales .

### Composition
La communauté de communes est composée des 42 communes suivantes :

| Nom                    | Code Insee | Gentilé            | Superficie (km2) | Population (dernière pop. légale) | Densité (hab./km2) |
| ---------------------- | ---------- | ------------------ | ---------------- | --------------------------------- | ------------------ |
| Champenoux (siège)     | 54113      | Campussiens        | 10,99            | 1 566 (2022)                      | 142                |
| Abaucourt              | 54001      | Abaucourtois       | 7,8              | 327 (2022)                        | 42                 |
| Agincourt              | 54006      | Agincourtois       | 4,17             | 436 (2022)                        | 105                |
| Amance                 | 54012      | Amançois           | 13,5             | 361 (2022)                        | 27                 |
| Armaucourt             | 54021      | Armaucourtois      | 3,72             | 238 (2022)                        | 64                 |
| Arraye-et-Han          | 54024      |                    | 10,34            | 368 (2022)                        | 36                 |
| Belleau                | 54059      |                    | 20,38            | 752 (2022)                        | 37                 |
| Bey-sur-Seille         | 54070      |                    | 5,53             | 189 (2022)                        | 34                 |
| Bouxières-aux-Chênes   | 54089      | Bouxiérois         | 19,85            | 1 412 (2022)                      | 71                 |
| Bratte                 | 54095      | Brattois           | 3,28             | 47 (2022)                         | 14                 |
| Brin-sur-Seille        | 54100      |                    | 11,71            | 774 (2022)                        | 66                 |
| Buissoncourt           | 54104      |                    | 6,91             | 258 (2022)                        | 37                 |
| Cerville               | 54110      | Cervillois         | 8,19             | 541 (2022)                        | 66                 |
| Chenicourt             | 54126      | Chenicourtois      | 3,75             | 214 (2022)                        | 57                 |
| Clémery                | 54131      | Les Loups          | 9,45             | 492 (2022)                        | 52                 |
| Dommartin-sous-Amance  | 54168      | Dommartinois       | 4,03             | 311 (2022)                        | 77                 |
| Éply                   | 54179      | Espliens           | 11,17            | 297 (2022)                        | 27                 |
| Erbéviller-sur-Amezule | 54180      |                    | 4,45             | 68 (2022)                         | 15                 |
| Eulmont                | 54186      | Eulmontois         | 7,97             | 1 116 (2022)                      | 140                |
| Gellenoncourt          | 54219      |                    | 3,61             | 82 (2022)                         | 23                 |
| Haraucourt             | 54250      |                    | 12,48            | 732 (2022)                        | 59                 |
| Jeandelaincourt        | 54276      | Jeandelaincourtois | 4,47             | 788 (2022)                        | 176                |
| Laître-sous-Amance     | 54289      |                    | 5,11             | 353 (2022)                        | 69                 |
| Laneuvelotte           | 54296      |                    | 9,13             | 431 (2022)                        | 47                 |
| Lanfroicourt           | 54301      |                    | 6,19             | 130 (2022)                        | 21                 |
| Lenoncourt             | 54311      | Lenoncourtois      | 11,53            | 592 (2022)                        | 51                 |
| Létricourt             | 54313      | Létricurtiens      | 7,38             | 226 (2022)                        | 31                 |
| Leyr                   | 54315      |                    | 10,74            | 910 (2022)                        | 85                 |
| Mailly-sur-Seille      | 54333      | Maillotins         | 6,4              | 244 (2022)                        | 38                 |
| Mazerulles             | 54358      |                    | 6,38             | 285 (2022)                        | 45                 |
| Moivrons               | 54372      | Moivronnais        | 6                | 532 (2022)                        | 89                 |
| Moncel-sur-Seille      | 54374      | Moncellois         | 12,41            | 533 (2022)                        | 43                 |
| Nomeny                 | 54400      | Nomeniens          | 17,79            | 1 139 (2022)                      | 64                 |
| Phlin                  | 54424      | Phlinois           | 3,7              | 41 (2022)                         | 11                 |
| Raucourt               | 54444      | Raucourtois        | 5,06             | 232 (2022)                        | 46                 |
| Réméréville            | 54456      | Rémérévillois      | 13,46            | 642 (2022)                        | 48                 |
| Rouves                 | 54464      | Rovéins            | 3,69             | 102 (2022)                        | 28                 |
| Sivry                  | 54508      | Sivriens           | 5,91             | 239 (2022)                        | 40                 |
| Sornéville             | 54510      | Sornévillois       | 9,22             | 327 (2022)                        | 35                 |
| Thézey-Saint-Martin    | 54517      |                    | 7,95             | 201 (2022)                        | 25                 |
| Velaine-sous-Amance    | 54558      |                    | 6,48             | 284 (2022)                        | 44                 |
| Villers-lès-Moivrons   | 54577      | Villéciens         | 2,85             | 143 (2022)                        | 50                 |

### Démographie
| 1968   | 1975   | 1982   | 1990   | 1999   | 2010   | 2015   | 2021   |
| ------ | ------ | ------ | ------ | ------ | ------ | ------ | ------ |
| 12 015 | 12 332 | 14 242 | 15 393 | 16 167 | 18 074 | 18 543 | 18 894 |

## Organisation

### Siège
La communauté de communes a son siège à Champenoux au 47 rue Saint Barthélémy. 

### Élus
La communauté de communes est administrée par son conseil communautaire, composé, pour la mandature 2020-2026, de 55 conseillers municipaux représentant chacune des communes membres et répartis en fonction de leur population de la manière suivante :
- 4 délégués pour Bouxières-aux-Chênes ;
- 3 délégués pour Champenoux, Nomeny ;
- 2 délégués pour Belleau, Brin-sur-Seille, Eulmont, Haraucourt, Jeandelaincourt, Leyr ;
- 1 délégué ou son suppléant pour les autres communes.

Au terme des élections municipales de 2020 en Meurthe-et-Moselle, la nouvelle assemblée délibérante a réélu le 15 juillet 2020 son président, Claude Thomas, maire d'Eulmont, ainsi que ses neuf vice-présidents, qui sont :
1. Nicolas Leguernigou, premier maire-adjoint de Nomeny, chargé des finances ;
2. Yannick Fagot Revurat, maire d’Haraucourt, chargé de l'urbanisme, de la mobilité, de l'habitat et des relations inter territoriales ;
3. Chantal Chéry, maire de Chenicourt, chargée de la petite enfance, de la culture et de l'animation ;
4. Antony Caps, maire de Nomeny, chargé du scolaire ;
5. Denis Ory, maire d’Arraye-et-Han, chargé de l'action sociale, des seniors et des maisons France-Services
6. Véronique Scheffler, première maire-adjointe de Cerville, chargée des déchets ménagers et de l'environnement
7. Philippe Voinson, maire de Bouxières-aux-Chênes, chargé de l'eau, de l'assainissement et de la GEMAPI
8. Nicolas L’huillier, maire de Laneuvelotte chargé du développement économique et de l'insertion
9. Franck Diedler maire de Mazerulles, chargé du tourisme et de l'agriculture.

### Les présidents successifs
| Période         | Période                       | Identité         | Étiquette | Qualité                                                  |
| --------------- | ----------------------------- | ---------------- | --------- | -------------------------------------------------------- |
| 23 janvier 2017 | En cours (au 19 octobre 2024) | M. Claude Thomas |           | Maire d'Eulmont (2014 → ) Réélu pour le mandat 2020-2026 |

### Compétences
L'intercommunalité exerce les compétences qui lui ont été transférées par les communes membres, dans les conditions déterminées par le code général des collectivités territoriales. Il s'agit de[réf. nécessaire] :
Développement durable :
- assainissement et gestion du cycle de l’eau ;
- protection et valorisation de l’environnement, ordures ménagères et filière déchets verts.

Habitat et aménagement du territoire :
- aménagement de l’espace et habitat ;
- mobilités, transports.

Lien social et développement des services aux habitants :
- vie scolaire ;
- vie sportive et équipements, vie associative, culturelle et éducation populaire. Petite-enfance ;
- vie sociale et services, politique seniors, maison de services aux publics.

Développement économique et tourisme
- insertion/économie, développement du numérique ;
- développement de l’offre touristique, agriculture et filières courtes en agriculture, patrimoine salin.

### Régime fiscal et budget
La communauté de communes est un établissement public de coopération intercommunale à fiscalité propre.
Afin de financer l'exercice de ses compétences, l'intercommunalité perçoit la fiscalité professionnelle unique (FPU) – qui a succédé à la taxe professionnelle unique (TPU) – et assure une péréquation de ressources entre les communes résidentielles et celles dotées de zones d'activité. Elle bénéficie d'une dotation globale de fonctionnement (DGF) bonifiée.
L'intercommunalité ne verse pas de dotation de solidarité communautaire (DSC) à ses communes membres.

### Participation à des organismes de coopération
L'intercommunalité a adhéré fin 2017 au pôle d’équilibre territorial et rural (PETR) du Val de Lorraine.

## Projets et réalisations
Conformément aux dispositions légales, une communauté de communes a pour objet d'associer des « communes au sein d'un espace de solidarité, en vue de l'élaboration d'un projet commun de développement et d'aménagement de l'espace ».
Pour cela, l'intercommunalité a adopté son projet de territoire, structuré autour de quatre enjeux principaux :
- Créer et développer des activités économiques respectueuses de l’environnement
- Améliorer et protéger la qualité de vie
- Développer et renforcer le niveau d’équipement
- Préserver et reconquérir le patrimoine naturel.